# Chrysophyllum viridifolium
Chrysophyllum viridifolium là một loài thực vật có hoa trong họ Hồng xiêm. Loài này được J.M.Wood & Franks mô tả khoa học đầu tiên năm 1911.

## Phân bố và môi trường sống
Chrysophyllum viridifolium là loài bản địa ở Kenya, Mozambique, đông Zimbabwe, Eswatini và Nam Phi (các tỉnh KwaZulu-Natal, Đông Cape). Môi trường sống của loài này là các khu rừng ven biển ở phía bắc East London và các khu rừng miền núi của dãy Chimanimani và Malawi.